# Chrby (Jičínská pahorkatina)
Chrby (346 m n. m.) je vrch v okrese Mladá Boleslav Středočeského kraje, v CHKO Český ráj. Leží asi 1 km jihovýchodně od vsi Srbsko na jejím katastrálním území.

## Popis vrchu

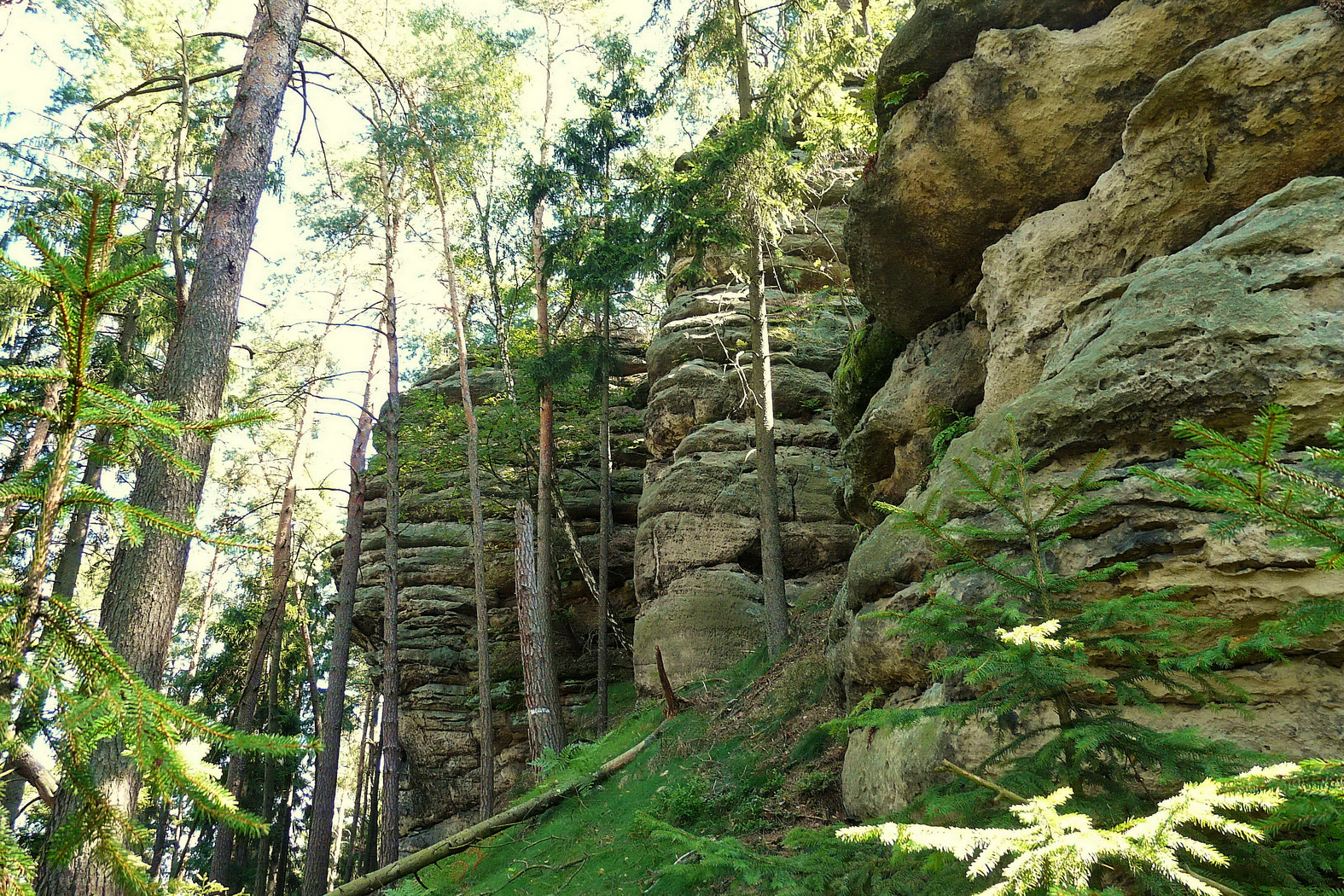
Pískovce na Chrbech

Z vrchu jsou možné pouze omezené výhledy mezi stromy na blízký skalní masiv Sokolka a Ještěd.

## Geomorfologické členění
Geomorfologicky vrch náleží do Jičínská pahorkatina, podcelku Turnovská pahorkatina, okrsku Vyskeřská vrchovina, podokrsku Kostecká pahorkatina a Dobšínské části.

## Přístup
Automobilem lze přijet na rozcestí Chrby po silnici Srbsko – silnice II/279 (červená turistická značka) nebo na kole po cyklotrase č. 4009 od Nové Vsi.